# 法律现实主义
法律现实主义（Legal realism）又称现实主义法学，是20世纪上半期在美国和斯堪的纳维亚半岛兴起的一支法学流派。其核心主张是，法律是人制定的，因此受制于人的弱点、缺陷、不完美。
如今，霍姆斯被公认为是美国法律现实主义的先驱，其他的代表人物包括罗斯科·庞德、大法官本杰明·卡多佐等。斯堪的纳维亚法律现实主义的代表人物是Axel Hagerstrom。
法律现实主义的主要观点有： 
- 相信法律的不确定性。很多法律现实主义者认为，书本上的法律（如制定法、判例等）并不能决定法律争议的结果。杰罗姆·弗兰克的名言是：法官早上吃了些什么，都能决定司法判决的结果。
- 采用跨学科的方法来研究法律。很多现实主义者对用社会学和人类学的方法来研究法律感兴趣。
- 相信法律工具主义，认为法律应该作为一种工具，以实现社会目标，平衡各种竞争的社会利益。

法律现实主义的全盛时期是20世纪20年代到40年代。第二次世界大战结束后，随着该学派的领军人物纷纷退休，法律现实主义逐渐衰落。但是，法律现实主义对随后的其他法律学派却产生了很深的影响，例如批判法律研究、女权主义法学等。